# Abbaye de Cîteaux (ser)
Abbaye de Cîteaux – francuski półtwardy, niedogrzewany, nieprasowany ser z surowego mleka krowiego, wytwarzany w Burgundii, w departamencie 21 (Côte-d’Or). 

## Charakterystyka
Tradycje kulinarne opactwa Saint-Nicolas-lès-Cîteaux sięgają wczesnego Średniowiecza, ale ser Abbaye de Cîteaux zaczęto tutaj produkować w 1925. Reprezentuje on typ fermier. Należy do serów z obmywaną skórką i w tej kategorii charakteryzuje się bardzo łagodnym smakiem. Jest też stosunkowo miękki. Roczna produkcja tego sera wynosi 60 ton, z mleka od 70 krów rasy Montbéliard. Spożywany jest w większości w najbliższej okolicy od wytworzenia.
Ma kształt okrągły. Podstawowe dane sera: średnica – 18 cm, grubość – 3,5 cm, minimalna waga – 700 gramów, zawartość tłuszczu – minimum 45%. Dostępny jest przez cały rok.
Serem zbliżonym w smaku jest Reblochon. 

## Wina
Sugerowane do tego sera wina to burgundy i Beaujolais, schłodzone.